# 6PM Records

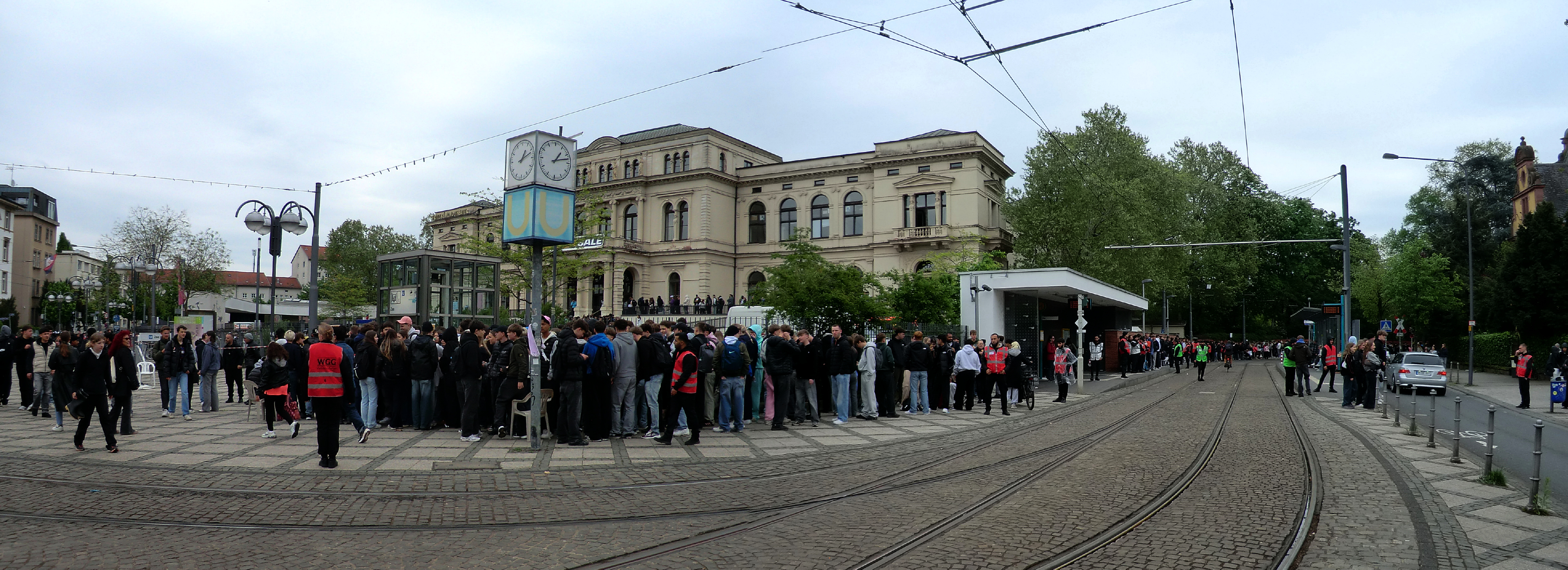
Andrang bei einer 6PM-Records-Aktion in Frankfurt (2025)

6PM Records ist eine Marke und ein Musikprojekt von Achraf Ait Bouzalim.

## Hintergrund
Der Frankfurter Achraf Ait Bouzalim gründete 2016 die Modemarke 6PM, die sich vor allem an Hip-Hop-Anhänger richtet. Nach zwei erfolglosen Jahren konnte er mit einem neuen Investor sein Label retten. Um seiner Begeisterung für das Musikgenre Ausdruck zu verleihen, gründete er 2023 6PM Records. Unter diesem Namen veröffentlicht der Designer musikalische Werke von befreundeten Künstlern. Die erste Veröffentlichung wurde der Track Trackies zusammen mit Reezy und Stickle. Der zweite Track Wonderful Life basiert auf dem gleichnamigen Hurts-Song und entstand mit dem Rapper Luciano und dem Produzenten Sira. Der ursprüngliche Synthiepop-Track wurde damit zu einem Drill-Rap-Song umgewandelt. Der Song wurde 2024 die erste Nummer eins in den deutschen Singlecharts.
2024 erschien als dritter Track Magdalena von Yung Hurn & Stickle.

## Diskografie
Singles

| Jahr | Titel Album      | Höchstplatzierung, Gesamtwochen, AuszeichnungChartplatzierungen (Jahr, Titel, Album, Platzierungen, Wochen, Auszeichnungen, Anmerkungen) | Höchstplatzierung, Gesamtwochen, AuszeichnungChartplatzierungen (Jahr, Titel, Album, Platzierungen, Wochen, Auszeichnungen, Anmerkungen) | Höchstplatzierung, Gesamtwochen, AuszeichnungChartplatzierungen (Jahr, Titel, Album, Platzierungen, Wochen, Auszeichnungen, Anmerkungen) | Anmerkungen                                                    |
| Jahr | Titel Album      | DE | AT | CH | Anmerkungen                                                    |
| ---- | ---------------- | --- | --- | --- | -------------------------------------------------------------- |
| 2023 | Trackies –       | DE8 (7 Wo.)DE | AT35 (2 Wo.)AT | CH31 (2 Wo.)CH | Erstveröffentlichung: 25. August 2023 Reezy & Stickle          |
| 2023 | Wonderful Life – | DE1 (13 Wo.)DE | AT2 (10 Wo.)AT | CH1 (9 Wo.)CH | Erstveröffentlichung: 29. Dezember 2023 Hurts, Luciano & Sira  |
| 2024 | Magdalena –      | DE3 (1 Wo.)DE | — | — | Erstveröffentlichung: 23. Februar 2024 Yung Hurn & Stickle     |
| 2024 | Junge Baller –   | DE4 (14 Wo.)DE | AT8 (8 Wo.)AT | CH21 (5 Wo.)CH | Erstveröffentlichung: 7. Juni 2024 Ski Aggu, Haaland936 & Sira |
| 2024 | Alte Bilder –    | DE38 (2 Wo.)DE | — | — | Erstveröffentlichung: 13. September 2024 Reezy & Kane          |